# Офицерская рота
Офицерская рота — одна из первых частей Добровольческой армии.

## История
4 (17) ноября 1917 года сформирована в Новочеркасске штабс-капитаном В. Д. Парфёновым Сводно-Офицерская рота численностью около 40 человек. 15 (28) ноября развернута в Офицерскую роту численностью 150-200 человек под командованием штабс-капитана Некрашевича.
В ночь на 26 ноября (9 декабря) в составе отряда полковника И. К. Хованского рота выступила для взятия Ростова, участвовала в бою за станцию Нахичевань и штурме города. 28 ноября (11 декабря) рота без одного взвода была отведена в Новочеркасск.
В начале декабря взводы развернуты в 4 отдельные роты (№№ 2, 3, 4 и 5), которые предполагалось развернуть в батальоны. 3-я Офицерская рота была составлена из офицеров гвардейских полков. 13 (26) декабря 5-я Офицерская рота была переименована в 1-ю.